# Bisetifer tactus
Espèce
Bisetifer tactus est une espèce d'araignées aranéomorphes de la famille des Linyphiidae.

## Distribution
Cette espèce est endémique de Crimée en Ukraine,. Elle se rencontre dans le canyon de la Tshernaya dans la grotte Tshernoretshenskaya.

## Description
Le mâle holotype mesure 1,5 mm et la femelle paratype 1,58 mm.

## Systématique et taxinomie
Cette espèce a été décrite par Nadolny et Turbanov en 2025.

## Publication originale
- Nadolny & Turbanov, 2025 : « A review of cave spiders (Arachnida, Araneae) of the Crimean Mountains, with descriptions of two new species. » ZooKeys, vol. 1230, p. 37-80 (texte intégral).